# Carex condensata
Espèce
Classification phylogénétique
Carex condensata est une espèce des plantes du genre Carex et de la famille des Cyperaceae.